# Avenida Padre Alberto Hurtado (Concepción)
La Avenida Padre Alberto Hurtado Cruchaga es una avenida de la ciudad de Concepción, Chile. Integra el par vial Avenida Prat-Avenida Padre Hurtado. El nombre que lleva es en honor a San Alberto Hurtado. 
Esta avenida tiene tránsito hacia el centro de Concepción.

## Historia
La Avenida Arturo Prat tenía parte del tráfico hacia Talcahuano y Concepción, por lo que era una arteria vial muy congestionada.
Dentro del Plan de Recuperación Urbana Ribera Norte del Biobío, se presentó en 1994 dentro de las propuestas, integrar una Pieza de Ensanche en el sector ocupado por la antigua faja vía y terrenos de la Empresa de los Ferrocarriles del Estado, limitando al suroeste por la Avenida Nueva de Prat. Esta avenida nacería un poco después del sector de la S/E Concepción de los Ferrocarriles, entre Avenida Manuel Rodríguez y calle Prieto, para luego seguir por el borde de la vía férrea, hasta unirse con Avenida Pedro de Valdivia después del Paso Superior Esmeralda.
En 2000, luego de la entrega de la nueva vía férrea, se construye un primer tramo entre Calle Ramón Freire Poniente y Calle Maipú, y se construye un estacionamiento provisional para la Nueva Estación de Ferrocarriles.
En 2003, se comienza a pensar en la segunda etapa, incorporando desde calle Desiderio Sanhueza hasta Avenida Libertador Bernardo O'Higgins. 
Al llegar el proyecto Biovías la construcción de esta avenida tuvo un nuevo impulso, lo que permitió que se concretara la tercera y última etapa y su inauguración a principios del 2006. También se construyó una ciclovía en todo el desarrollo de la avenida. 
La avenida hasta este tiempo se siguió llamando Avenida Nueva Prat o Avenida Nueva de Arturo Prat, de acuerdo al Proyecto Ribera Norte. Pero luego de la canonización de Alberto Hurtado en octubre de 2005 un grupo de vecinos y organizaciones propuso este nombre para la avenida, y se construyó una estatua conmemorativa del Padre Hurtado, el cual es adornado por flores dejadas por sus devotos y seguidores.

## Ubicación y trayecto
La Avenida Padre Alberto Hurtado nace en la Avenida Pedro de Valdivia, siendo en este tramo unidireccional (dirección a Chiguayante). Luego pasa bajo el Paso Superior Esmeralda, en la altura del número 0. Cruza Avenida Andrés Bello, en donde ingresan los vehículos del sur del centro de la ciudad (Avenida Chacabuco). Luego en calle Eleuterio Ramírez, el eje de la Avenida gira hacia al noroeste (NO), separándose del futuro Paseo Peatonal. Por calle Eleuterio Ramírez también sale una ciclovía que se junta con la de Avenida Arturo Prat y es parte de la Ciclovía del Estudiante.
En el cruce con Francisco Bilbao la avenida gira hacia el nornoroeste (NNO). En el cruce con Avenida Libertador Bernardo O'Higgins Poniente se hace bidireccional y pasa por el costado de la Plaza Bicentenario, para luego cruzar por el complejo de la Estación Intermodal Concepción. En el cruce con Maipú Poniente se hace nuevamente unidireccional (dirección Chiguayante). Luego pasó el Paso Superior Padre Alberto Hurtado, sobre la Avenida Manuel Zañartu. En Desiderio Sanhueza, donde hay un cruce ferroviario, la avenida gira hacia el norte, cruzándose con Calle Juan Martínez de Rozas, en donde se vuelve a juntar con el Futuro Paseo Peatonal, acá gira hacia el noroeste (NO), hasta calle José María de la Cruz (altura del 1200). Luego sigue derecho para juntarse con Avenida Arturo Prat, un ramal se junta con la Avenida Manuel Rodríguez. 
- El tramo entre Avenida Andrés Bello y la unión a Avenida Pedro de Valdivia tiene dos carriles.

- Esta una avenida posee en gran parte de su extensión (entre calles José María de la Cruz Poniente y Andrés Bello) tres carriles:
  - Carril de lado derecho Pista Exclusiva para Buses
  - Carril central e izquierdo para vehículos particulares.

- Entre Calle Maipú Poniente y Avenida Libertador Bernardo O'Higgins, se agregan dos carriles en dirección a Talcahuano, separados de la vía principal por un bandejón central, lo que permite la operación de la Estación Intermodal de Concepción.

## Puntos relevantes
- Supermercado Maxiahorro, entre calle Esmeralda y Avenida Andrés Bello
- Estación Central de Concepción
- Hipermercado Líder (entre calles Maipú Poniente y Ramón Freire Poniente)
- Molino El Globo entre Manuel Zañartu y Desiderio Sanhueza
- Mall Plaza Mirador Bío-Bío, cruzando la línea férrea.

En la cuadra ubicada entre calles Los Carrera y Maipú Poniente, se levantaba el Edificio Alto Río, que se desplomó durante el Terremoto del 2010 que azotó al centro sur del país. En la actualidad se retiraron los escombros y el terreno permanece eriazo.